# Malnormal子群
请在中文版中条目中修改 “Malnormal子群” 为“异正规子群” 如何才能做？
群論中，群{\displaystyle G}的子群{\displaystyle H}稱為异正规子群，如果對所有{\displaystyle x\in G\setminus H}，{\displaystyle H}和{\displaystyle H^{x}=xHx^{-1}}交於單位元。

## 性質
- 异正规子群族的交是异正规子群（ｍａｌｎｏｒｍａｌ　ｓｕｂｇｒｏｕｐ）。
- 异正规子群性質是傳遞的，群{\displaystyle G}的m异正规子群的异正规子群也是{\displaystyle G}的异正规子群。
- 平凡子群和整個群{\displaystyle G}都是异正规子群。一個正規子群如果也是异正规，必定是此兩者之一。

如果{\displaystyle G}除了自身和平凡子群之外，還有其他异正规子群，則{\displaystyle G}稱為Frobenius群。Frobenius的一條定理指，Frobenius群{\displaystyle G}若是有限群，{\displaystyle H}是除了{\displaystyle G}和平凡子群之外的异正规子群。設
{\displaystyle N=\left(G\setminus \bigcup _{g\in G}H^{g}\right)\cup \{e\}}
則{\displaystyle N}是{\displaystyle G}的正規子群，且{\displaystyle G}是{\displaystyle N}和{\displaystyle H}的半直積。這結果對無限群不一定成立。